# Алдебрё
А́лдебрё (венг. Aldebrő [ˈɒldɛbrøː]) — село в Венгрии, в регионе Северная Венгрия, в медье Хевеш, в Фюзешабоньском яраше, расположено в пределах винодельческого края Подгорье Матры.

## Расположение
Располагается у юго-восточных подножий Матры, на северном краю Альфёльда, в долине Тарны, на автодороге № 2417. Ближайшие города располагаются: Фюзешабонь в 20 км, Эгер в 26 км и город Дьёндьёш в 32 км. Село граничит с населёнными пунктами Веч, Фелдебрё, Тофалу и Кереченд, относится к Архиепархии Эгера. Здесь был один из остановочных пунктов на железнодорожной линии Киштеренье-Кал-Каполна (на железнодорожной линии пассажирские перевозки прекращены).  Тип населённого пункта: деревня, расположенная вдоль одной главной дороги, среди холмистой местности.

## Происхождение названия
Происхождение топонима Дебрё относится к имени существительному debrő старого венгерского языка, которое означает широкую, плоскую долину с вытянутым дном.

## История
Территория села непрерывно обживалась, начиная практически с медного века и до наших дней. В современной форме село существует с 1743, когда территория заново заселялась вследствие истребления его жителей во время нашествия турок.

### До эпохи завоевания венграми родины на Дунае
На краю села обнаружены археологические находки медного века, позднего бронзового века и эпохи завоевания венграми родины на Дунае. Из этого следует, что вследствие благоприятных географических данных территория современного Алдебрё непрерывно заселялась, начиная практически с первобытных времён.

### От эпохи завоевания венграми родины на Дунае до основания государства
Расселение в эпоху завоевания венграми родины на Дунае подтверждается ценными археологическими находками захоронения, обнаруженного на песчаном руднике Мочарош. Поиски захоронения проводились по инициативе директора школы Михая Батоньи в 1962. В настоящее время с находками можно ознакомиться в Музее Эгерской Крепости. В одной могиле широтного расположения (запад-восток) обнаружены шпоры и наконечники стрел, далее в процессе раскопок были ещё обнаружены 32 скелета с относительно небогатым приложением. Один из них был идентифицирован, как женщина с трепанированным (пробитым) черепом, рядом с ней находились останки скелета маленькой девочки. Женщину с девочкой похоронили вместе с богатыми ювелирными украшениями. В двух могилах были обнаружены монеты Уго ди Провенцы (926-945), что послужило основанием для установления временных исторических границ. По этим находкам можно сделать вывод, что уже относительно рано имели место сосуществование и, вероятно, мирная ассимиляция проживавших здесь представителей аваро-славянского населения и венгров эпохи завоевания ими родины на Дунае.
По всей видимости, территорию северного края Альфёльда заняло племя каваров, присоединившихся в качестве восьмого племени к венгерским племенам до эпохи завоевания венграми родины на Дунае. Происхождение, племенной уклад каваров создали серьёзные проблемы, тем более, так как невозможно было различить это племя по находкам от венгерских племён. Предков рода Аба, владевшего этими землями, следует искать среди каваров. Согласно Анониму, предки – Эд и Эдумен – здесь, в окрестностях Матры получили свои владения. Пата был их потомком, который построил крепость в Подгорье Матры. Давший имя роду, король Самуил Аба был самым авторитетным членом этого рода.
Современное название населённого пункта стало упоминаться с начала 1740-х годов, на месте средневековой деревни Чал, которая принадлежала селу Дебрё со времён Османской Венгрии. История населённого пункта — как и соседних деревень — неразрывно связана с дебрёйским имением. Деревни, расположенные у южных предгорий гор Матра, составляют владение рода Аба. Населённый пункт, вероятно, существовал уже в первой половине XI века.
В XI веке по указу Самуила Абы была построена важнейшая церковь края. Следующие несколько веков населённый пункт неоднократно переходил из рук в руки новым владельцам, один из которых был главным капитаном Эгера, получившим в залог данное поселение от императора Священной Римской империи Максимилиана II в 1575. Вдова Криштофа Унгнада, Анна Лошонци подарила имение вместе с заброшенной крепостью своему второму мужу, Жигмонду Форгачу. Затем в 1603 разрушавшуюся крепость купил трансильванский князь Жигмонд Ракоци. В течение более ста лет Дебрё составляло часть владений Ракоци.

### Заселение села

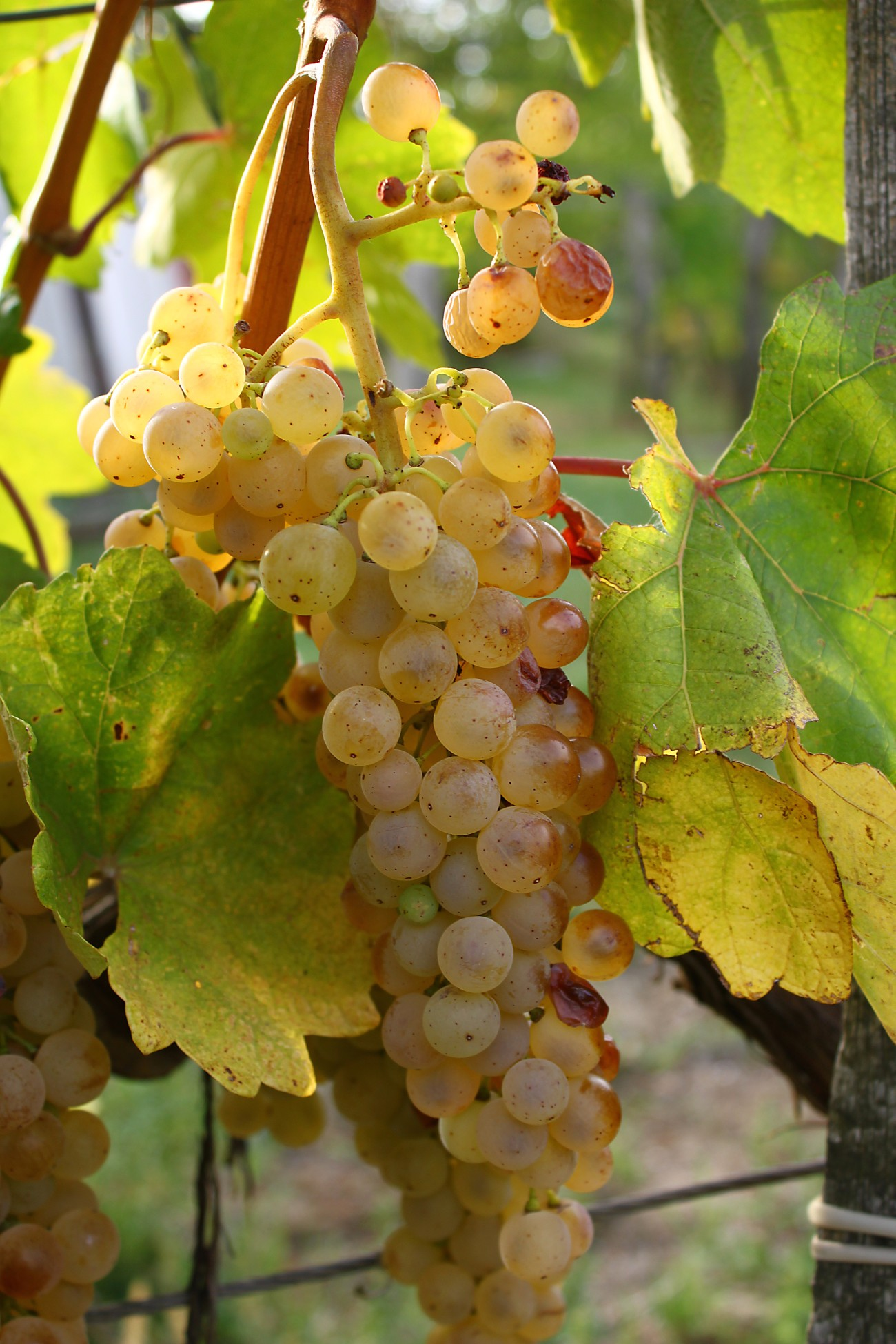
Кисть винограда липолистного

В 1740 году граф Антал Грашшалкович купил уже разрушившуюся крепость Дебрё и относящееся к ней дебрёйское имение. Личность нового владельца основательно повлияла на дальнейшее развитие населённого пункта. Среди первых шагов Грашшалковича, считавшегося среди современников квалифицированным специалистом-экономистом, было заселение окрестностей с благоприятными географическими условиями: 24 апреля 1743 в Дебрё было опубликовано верительное письмо на правовой основе для заселения территории поместья с крепостью Дебрё с наименованием Ал Дёбрё.
Место новой деревни — средневековая пуста Чал. В заново основанной деревне уже тогда жили немецкоязычные жители, которых по тогдашним обычаям называли швабами, но нет уверенности в том, когда они здесь поселились до опубликования верительного письма. Поселенцы переселялись также и из многих территорий Священной Римской империи, таким образом, этнический состав этих людей невозможно было точно разграничить, а также невозможно установить, что когда точно прибыли первые переселенцы. На основании анализа фамилий можно предположить, что большинство семей также прибыло в Алдебрё с территории Курпфальца. Помещик также предоставлял и место для строительства дома переселяющимся немцам, где они могли строить дома из крепкого кирпича. Кроме того, ещё и целый, или половину участка пашни или пастбища предоставлялось им в соответствии с тем, кто сколько зарабатывал. Они обеспечивались правами с привилегиями в принятии вне очереди проведения полиптика, а также освобождением от бесплатного труда. Помимо этого, им также предоставлялось освобождение от налогов на 6 лет. По истечении этого срока необходимо было отдавать седьмую часть от осеннего и весеннего урожая.
Хотя обещания по большей части не были выполнены, переселенцы остались в деревне. Семейные и одинокие безземельные крестьяне занимались земледелием и табаководством. В XVII веке во многих населённых пунктах в долине Тарны определяющим также было табаководство, например в Верпелете, Дебрё, Тофалу. Однако при этом гораздо более значительным стало виноградарство, этот бренд деревня сохраняет до сегодняшних дней.
После 1743 ещё неоднократно происходила иммиграция немецких колонистов. Это только около 1760 переселение полностью прекратилось. Согласно канонической летописи  в 1746 в деревне было 166 жителей, вероятно, здесь говорится о первых колонистах, которые ещё мало говорили по-венгерски. В 1767 в деревне было уже 707 жителей, что составляло 141 семью. Население немецкое, но также уже были и венгры. В 1821 в эгерской епархиальной переписи деревня упоминалась уже как двуязычная.
Село почти полностью слилось с Тофалу, два села разделяет только речка Кидьош. В 1950 их объединили в одно с названием Тодебрё, но в 1958 снова разлучили, хотя после этого их общий Совет просуществовал вплоть до 1990. У двух сёл и сейчас есть учреждения совместного пользования, как, например, на территории Алдебрё находится Всеобщий Культурный Центр, который объединяет начальную школу и детский сад. Побратим Алдебрё трансильванское село Кенду в Румынии.

### Национальный состав
Национальный состав населения Алдебрё, согласно переписи населения 2001 года: венгры — 70 %, немцы — 30 %.

## Знаменитости
- Почётный гражданин села Алдебрё Эрнё Лисковски.[4]
- Житель села Алдебрё Тамаш Шнайдер, заместитель председателя Государственного собрания.

## География

### Части села
| Территория села                      | Название                                 | Примечание |
| ------------------------------------ | ---------------------------------------- | --- |
| Újfalu (Уйфалу — Новая деревня)      | улица Арпад                              | Название дано в память о пожаре, при котором эта территория полностью выгорела и была заново отстроена |
| Öregfalu (Эрегфалу — Старая деревня) | улица Яноша Араня                        | Самая ранняя заселявшаяся часть села при заселении заново в 1743 |
| Vár (Вар — Крепостной квартал)       | улица Вар                                | Название неточное, так как древняя земляная крепость не находилась на этой территории |
| Tó (То — Озёрный квартал)            | улица Рожа                               | Название дано по находившемуся здесь долгое время озеру. Озеро было высушено, а территория поделена на участки земли для строительства домов. Уровень грунтовых вод, однако, всё ещё остается по-прежнему высоким на этой территории, подвалы расположенных здесь домов систематически затапливаются. |
| Vikend (Викенд — Конец недели)       | улица Вёрёшмарти улица Шпорт улица Вашут | Часть села, располагающаяся за рекой Тарной. Название было дано вследствие того, что на этой территории когда-то находились сельхозугодия, которые обрабатывались по традиции в конце недели. |
| Периферия                            |                                          | |
| Magyalos (Мадьялош)                  |                                          | Происхождение названия не установлено |
| Szőlő (Сёлё — Виноградный хутор)     |                                          | Здесь находится статуя Святого Доната. Распашка новых территорий под виноградники постоянно расширялась, в первую очередь для посадки винограда сорта липолистный. |

## Известные люди

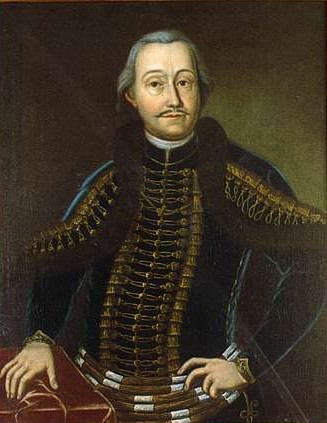
Антал Грашшалкович

- Антал Грашшалкович (1694—1771), королевский советник, председатель палаты, доверенное лицо Марии Терезии,
- Пал Рац винодел. С его именем связано освоение и распространение сорта винограда Дебрёйского липолистного. Пал Рац нашёл и спас единственную оставшуюся в 1935 году лозу дебрёйского липолистного винограда.

## Достопримечательности

### Виноделие
Самый известный сорт вина Дебрёйское Липолистное. Самые известные виноделы:
- Иштван Гече
- Йожеф Тот

### Статуи
Деревню местные жители называют деревней статуй. Известные статуи:
| Статуя Святого Яна Непомуцкого | 1800 | улица Вёрёшмарти, 21.  |
| Статуя Святого Вендела         | 1913 | улица Арпад            |
| Статуя Девы Марии              |      | улица Арпад, 13.       |
| Статуя Марии                   | 1798 | Мадьялош               |
| Статуя Святого Антала          |      | улица Яноша Араня, 65. |
| Статуя Святого Доната          | 1993 | Виноградники           |

### Памятники
Также на сельском кладбище имеется захоронение советских воинов, павших в боях за освобождение Венгрии от фашистских захватчиков во время Великой Отечественной войны.

g. Архивировано из оригинала 7 февраля 2016 года.

## Население
| Год  | Численность | Численность |
| ---- | ----------- | ----------- |
| 2013 | 716         | [ 6 ]       |
| 2014 | 714         | [ 7 ]       |
| 2015 | 718         | [ 8 ]       |
| 2021 | 702         | [ 9 ]       |
| 2022 | 689         | [ 10 ]      |
| 2023 | 673         | [ 11 ]      |
| 2024 | 680         | [ 2 ]       |